# Thrillville
Thrillville là một game mô phỏng và chiến lược mô tả việc quản lý công viên giải trí, rất giống với tựa game nổi tiếng RollerCoaster Tycoon. Thrillville được phát hành cho các hệ máy chơi game PlayStation 2, PlayStation Portable và Xbox ở Bắc Mỹ.

## Cốt truyện
Người chơi được một nhà phát minh lập dị và chủ công viên giải trí tên gọi Chú Mortimer (Brian Greene lồng tiếng) trao lại thông điệp miệng và tính cách tương tự như Doc Emmett Brown, kẻ từng xem xét các mẫu thiết kế tàu lượn siêu tốc của người chơi. Thích thú với những mẫu thiết kế này, ông bèn giao nhiệm vụ cho người chơi quản lý công viên giải trí của mình mang tên Thrillville. Sau khi quản lý thành công Thrillville, một đối thủ cạnh tranh gọi là tỷ phú Vernon Garrison xuất đầu lộ diện tham gia thị trường với thương hiệu Globo-Joy của hắn. Người chơi được giao quản lý Thrillville Timewarp, một công viên với nhiều trò chơi và điểm tham quan được chia nhỏ. Ngoài ra, người ta phát hiện ra rằng Globo-Joy đang phá hoại công viên này. Sau khi khôi phục Timewarp và ngăn cản hành động phá phách của Globo-Joy, người chơi được cử đến quản lý Thrillville Paradise, nơi Globo-Joy đang lợi dụng lỗi nhằm thực hiện hoạt động gián điệp của công ty và đánh cắp ý tưởng của Mortimer. Sau khi phát hiện ra những lỗi này, Mortimer bèn thiết kế một công viên giả mạo theo chủ đề bọ chét, Mortimer cho phép Garrison nghĩ nhầm đây là một ý tưởng thực sự. Trong lúc đấy, người chơi phải quản lý Thrillville Adventures để cạnh tranh với danh tiếng ngày càng tăng của các công viên thuộc quyền sở hữu của Globo-Joy. Cuối cùng, Garrison bị lừa đánh cắp ý tưởng của Mortimer và tạo ra công viên mới mang tên Lice Land, nhưng lại vấp phải thất bại thảm hại khiến Garrison đành nộp đơn xin phá sản. Về sau, người chơi được cấp quyền tiếp cận Treasures of Thrillville, công viên thứ năm và cũng là công viên cuối cùng trong game.

## Lối chơi
Ý tưởng của Thrillville là thiết kế và xây dựng một công viên giải trí nhằm làm hài lòng những du khách tìm kiếm cảm giác mạnh. Khách của công viên phải luôn trong trạng thái vui thú bằng cách sử dụng tàu lượn siêu tốc và đường đua, khu vui chơi lễ hội, và các trò chơi như ô tô vượt chướng ngại vật và game arcade (game thùng). Trong phần chơi theo kiểu tiệc tùng, người chơi có thể lướt qua tất cả các trò minigame sẵn có với máy tính hoặc bạn bè. Người chơi được phép xây lên các công trình có sẵn trong công viên giải trí, chẳng hạn như phòng tắm, quán ăn, quán đồ uống, thậm chí cả quầy bán mũ và bóng bay. Người chơi cũng có thể nói chuyện và tương tác với khách trong công viên để trở thành bạn bè. Nếu sử dụng nhân vật tuổi teen, người chơi dễ dàng tán tỉnh người khác giới. Ngoài ra người chơi còn được thưởng thức các minigame để kiếm tiền, cho vay và thuê nhân viên dọn dẹp, giải trí và sửa chữa khu vui chơi. Giữ cho khách của công viên vui vẻ giúp tăng danh tiếng và tiền bạc đầy túi nhanh hơn.
Thrillville cung cấp các nhiệm vụ cho người chơi, mỗi nhiệm vụ được chia thành năm loại: bảo trì, bao gồm việc kiểm soát nhân viên để giữ cho công viên luôn hoạt động ổn định; xây dựng, trong đó liên quan đến việc xây cất và nâng cấp các điểm tham quan; khu vui chơi, liên quan đến việc tận hưởng và giành chiến thắng trò chơi trong công viên; kinh doanh, bao gồm quản lý tài chính của công viên, các chiến dịch quảng cáo, v.v...; và khách hứa, liên quan đến việc tương tác với khách trong công viên. Sau khi hoàn thành đủ loại nhiệm vụ như vậy, người chơi được phép chuyển sang một công viên giải trí khác.
Tổng cộng có năm công viên với tên gọi như sau: Thrillville, Thrillville Timewarp, Thrillville Paradise, Thrillville Adventures và Treasures of Thrillville; mỗi công viên đều được chia thành ba phần với chủ đề độc đáo của riêng mình.

## Đón nhận
Thrillville nhận được đánh giá "trung bình" trên tất cả các hệ máy chơi game theo trang web tổng hợp kết quả đánh giá Metacritic.
The A.V. Club đã chấm cho phiên bản PlayStation 2 và Xbox điểm B, nói rằng: "Bạn sẽ cực kỳ bận rộn khi bắt đầu. May mắn thay, game có thể miễn thứ cho bạn, vì vậy bạn không cần phải lo lắng về việc ngừng kinh doanh nếu bạn muốn đi ra ngoài và huấn luyện các hoạt náo viên. Đó là công viên của bạn; hãy tận hưởng niềm vui này trong game." Tuy vậy, tờ The Times đã cho phiên bản PS2 và PSP ba sao trong số năm sao, nói rằng: "Còn rất nhiều việc phải làm trong việc quản lý công viên và phần thưởng lớn cho sự thành công. Tuy nhiên, tất cả những điều này đều không được xác định bởi vì việc chơi một trong các trò chơi lái xe, chơi gôn mini, bắn súng hoặc bóng đá sẽ thú vị hơn nhiều so với làm tất cả những điều tầm thường." The Sydney Morning Herald cho phiên bản PS2 hai trên năm sao, nói rằng "Một chuyến đi đến Thrillville sẽ đưa bạn đi một con đường vòng dài, không cần thiết qua Dullsville."

## Phần tiếp theo
Phần tiếp theo, Thrillville: Off the Rails, được phát hành vào ngày 16 tháng 10 năm 2007 cho PSP, Wii, Microsoft Windows, PlayStation 2, Xbox 360 và Nintendo DS.
Frontier Developments đã quay trở lại để tạo Off the Rails cho tất cả các hệ máy chơi game được đề cập, ngoại trừ phiên bản DS, được DC Studios phát triển. Game có hơn 20 trò tàu lượn và hơn 30 minigame, cũng như các loại tàu lượn mới được gọi là Whoa! Coasters.
Frontier Developments tiếp tục phát triển các tựa game quản lý công viên giải trí qua việc phát hành trò Planet Coaster vào năm 2016.